# Dolní Němčí
Dolní Němčí (jusqu'en 1923 : Dolněmčí ; en allemand : Dolniemtsch, de 1939 à 1945 : Unter Niemtsch) est une commune du district d'Uherské Hradiště, dans la région de Zlín, en Tchéquie. Sa population s'élevait à 2 977 habitants en 2020.

## Géographie
Dolní Němčí se trouve à 13 km au sud-est d'Uherské Hradiště, à 30 km au sud-sud-ouest de Zlín, à 76 km à l'est-sud-est de Brno et à 259 km au sud-est de Prague.

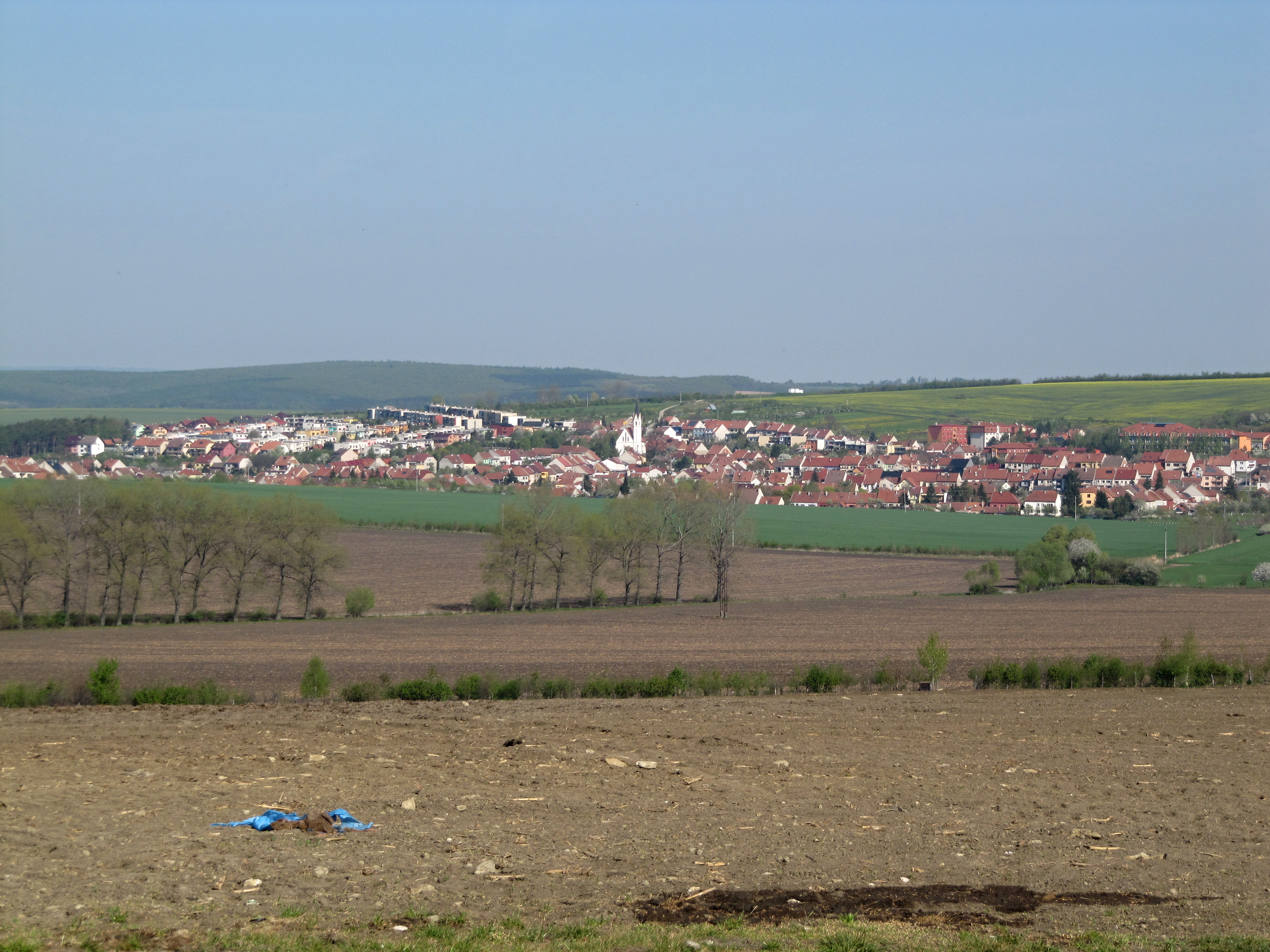
Dolní Němčí. : panorama
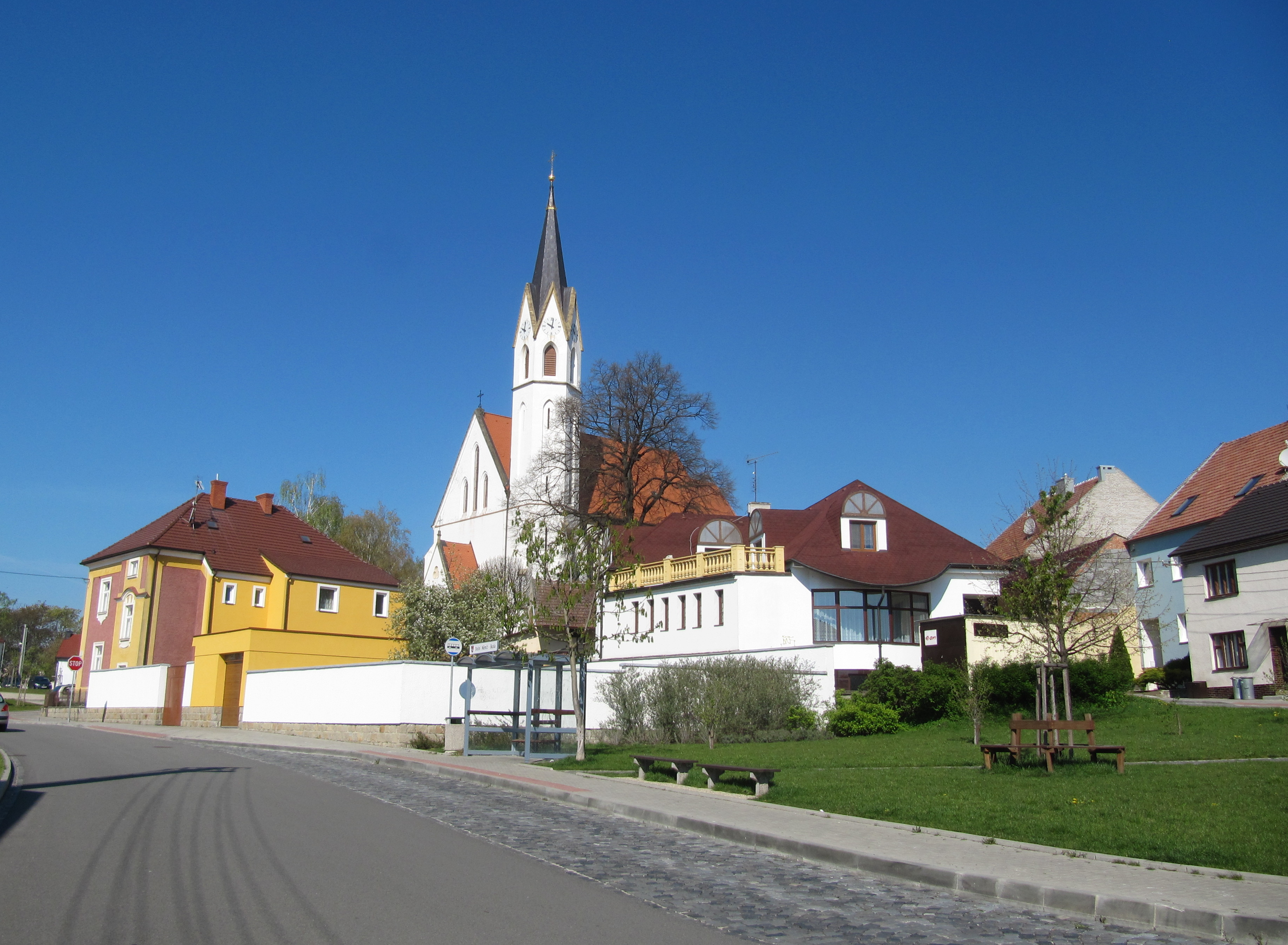
Église à Dolní Němčí.

La commune est limitée par Vlčnov au nord et à l'est, par Slavkov à l'est, par Boršice u Blatnice au sud, et par Hluk à l'ouest.

## Histoire
La première mention écrite du village date de 1358.

## Personnalités liées à la commune
- David Jurásek (2000-), footballeur né à Dolní Němčí.